# Neopalthis madates
Neopalthis madates là một loài bướm đêm trong họ Noctuidae.